# Tonicia smithi
Tonicia smithi is een keverslakkensoort uit de familie van de Chitonidae. De wetenschappelijke naam van de soort is voor het eerst geldig gepubliceerd in 1980 door Leloup.